# رفیع الدرجات
رفیع الدرجات (۱ دسامبر ۱۶۹۹ – ۶ ژوئن ۱۷۱۹) برای مدت کوتاهی یازدهمین پادشاه امپراتوری گورکانی بود . او کوچکترین پسر رفیع‌الدشاه ، برادرزاده عظیم‌الشان و نوه بهادرشاه اول بود .

## سلطنت

### برادران سید
رفیع‌الدراجات تاج و تخت خود را مدیون برادران سید - سید حسن علی خان برها و سید حسین علی خان برها - بود که در سال ۱۷۱۹ با کمک آجیت سینگ از مروار و بالاجی ویشوانات ، امپراتور فرخ‌سیار را برکنار کرده و خود را بدشاگر (پادشاه‌ساز) نامیده بودند. سلطنت کوتاه او به عنوان یک حاکم دست‌نشانده برای این برادران بود .

### مراتاها
رفیع الدرجات که در به قدرت رسیدنش از مراتهه‌ها کمک گرفته بود،  با اعطای حقوق چاوت و سردشموکی در 6 استان مغول به آنها، لطف آنها را جبران کرد.  شرط این بود که این حقوق توسط مقامات مغول جمع‌آوری و به مراتهه‌ها تحویل داده شود. 

### ادعای رقیب بر تخت سلطنت
دوران سلطنت رفیع‌الدین درجات دوران پرآشوبی بود. در ۱۸ مه ۱۷۱۹، کمتر از سه ماه پس از جلوس خودش، عموی رفیع‌الدین درجات، نکوسیار ، تاج و تخت مغول را در قلعه آگرا به دست گرفت ، زیرا فکر می‌کرد برای این مقام شایسته‌تر است.
برادران سید مصمم شدند از امپراتوری که به تخت نشانده بودند دفاع کنند و مجرم را مجازات کنند. آنها ظرف سه ماه قلعه را بازپس گرفتند و نکوسیار را دستگیر کردند. او با احترام توسط امیرالعماره پذیرفته شد و در قلعه سلیمگره زندانی شد ، جایی که در سال ۱۷۲۳ درگذشت.

## مرگ و جانشینی
رفیع‌الدوله پیش از مرگش درخواست کرده بود که برادر بزرگترش رفیع‌الدوله به تخت سلطنت بنشیند. رفیع‌الدوله در ۶ ژوئن ۱۷۱۹، یا بر اثر سل یا به قتل رسید و به مدت سه ماه و شش روز به عنوان امپراتور خدمت کرد. دو روز بعد، رفیع‌الدوله به عنوان امپراتور شاه جهان دوم جانشین او شد . بقایای جسد او در نزدیکی آرامگاه صوفی خواجه قطب‌الدین بختیار کاکی در مهراولی دهلی به خاک سپرده شد .